# Agathia affluens
Agathia affluens là một loài bướm đêm thuộc họ Geometridae. Loài này có ở Bali.